# Тип 99 (пулемёт)
Тип 99 — японский ручной пулемёт времён Второй мировой войны.

## История
После изучения результатов боев в Маньчжурии и Китае военное командование японской императорской армии решило заменить штатный винтовочный патрон 6,5×50 мм Арисака. Главной причиной замены старого патрона послужила недостаточная дальнобойность и эффективность пули, другой важной причиной являлось то, что при малом калибре было сложно производить специальные пули. Основываясь на опыте Японо-китайской войны, Техническому штабу армии было приказано провести исследование нового 7,7-мм ручного пулемета.
Основа исследования заключалась в том, чтобы использовать патроны, имеющие такие же внешние характеристики, как патрон Тип 92, а также использовать патроны, идентичные тем, что применяются в винтовке. Главными критериями проектирования были: полное отсутствие неисправностей; вес должен быть менее 11 кг; стандартная скорострельность должна составлять приблизительно 500 выстрелов в минуту; ресурс ствола должен составлять приблизительно от 8 000 до 10 000 выстрелов; следует изучить два типа систем подачи боеприпасов: коробчатый магазин и жёсткая лента; и следует установить пламегаситель. Другие характеристики должны соответствовать характеристикам ручного пулемёта Тип 96 или танкового пулемёта Тип 97.
Первый прототип был завершён в качестве временной меры в июне 1938 года. Это оружие весило 9,12 кг, имело длину 1,048 метра и функционировало хорошо, но испытания показали необходимость повышения прочности. Кроме того, при использовании стандартного патрона Тип 92 точность стрельбы была недостаточной, поэтому одновременно с началом разработки второго прототипа начались исследования новых патронов.
Второй прототип был завершён в ноябре 1938 года. Точность стрельбы была улучшена, а исследования новых патронов должны были решить проблему отдачи. Ресурс ствола при стрельбе стандартным патроном Тип 97 оценивался примерно в 21 000–24 000 выстрелов, а ресурс основных деталей, таких как ствол и затвор, был определён в 30 000 выстрелов, что решило проблему повышения долговечности.
В январе 1939 года был использован новый магазин, а патронника был изменён для обеспечения безупречной непрерывной стрельбы без смазки. Также улучшениям подвергся экстрактор гильз. Были проведены испытания на точность и долговечность с использованием новых патронов. Результаты показали, что проблема отдачи с новыми патронами была решена, как и ожидалось: кучность стрельбы превзошла таковую различными стандартными патронами при непрерывной стрельбе и практически не изменилась при одиночной стрельбе.
В марте 1939 года были разработаны и испытаны упрощённый в производстве станок и стопор ствола, необходимый для обеспечения абсолютной взаимозаменяемости стволов.
В конце мая 1939 года, пулемёт был передан в Пехотную школу и Кавалерийскую школу для практических испытаний. Кавалерийская школа запросила изменения, направленные на предотвращение ослабления пламегасителя во время марша и облегчение замены ствола. Эти изменения были оперативно выполнены, и в июле 1939 года пулемёт был представлен для временного утверждение.

## Конструкция
Конструктивно новый пулемёт практически полностью повторял своего предшественника, Тип 96. Причина в том, что японские военные предполагали, что будет гораздо проще переделать существующий пулемёт под новый патрон и использовать уже готовые промышленные линии с минимальными изменениями, но практика показала иное. Просто заменить ствол и затвор, рассчитанные на старый патрон, оказалось невозможно, так как новый патрон был гораздо мощнее предшественника и требовал использовать более прочные материалы, а также значительно точнее обрабатывать детали пулемёта. Такие требования и перегруженность японской промышленности сильно осложнили крупносерийное производство пулемёта, которое, по сути, началось только в 1941 году. Массово поступать в войска он стал лишь в 1943 году.
Так же, как и Тип 96, тип 99 комплектовался штыком. Штык был таким же, как и у винтовки Тип 99 и крепился на приливы газовой каморы. До сих пор неясно, почему в конструкцию включили возможность примыкать штык, ведь японские солдаты не отличались большой физической силой, и заколоть врага десятикилограммовым пулемётом было весьма непросто. К тому же, с установленным пламегасителем штык лишь немного выходил за габариты всего оружия. Видимо, причиной столь странной особенности были японский менталитет 
и традиционная любовь к холодному оружию.
Ещё одной особенностью, отличающей Тип 99 от Тип 96, была складная опора, расположенная под прикладом и предназначенная для стрельбы с фиксированными установками. Впрочем, боевый опыт показал малую полезность таких приспособлений. Кроме того, на пулемёт мог устанавливаться конический пламегаситель (новый патрон давал большое дульное пламя). Некоторые пулемёты комплектовались оптическим прицелом кратностью 2.5х, который крепился за специальные пазы с правой стороны оружия, и предназначался для стрельбы в сумерках, а также по удалённым и малоразмерным целям.
Известна модификация пулемёта Тип 99 (модель 1943 года) разработанная арсеналом в Нагое, и предназначенная для парашютистов-десантников. Пулемёт получил возможность разборки на несколько частей: ствол, газовый поршень, приклад, узел ствольной коробки, сошка. Также пистолетная рукоятка могла складываться под скобу спускового крючка для уменьшения габаритов. Весь этот «набор» складывался в специальный контейнер и сбрасывался отдельно от парашютиста. Сборка пулемёта была достаточно простой, и требовала от опытного пулемётчика всего нескольких минут. Длина пулемёта в сложенном состоянии — всего 710 мм. Масса данной модификации — около 10.5 кг.
В целом, пулемёт получился удачным. Он был на порядок надёжнее предшественника, так как более качественная обработка патронника уменьшала вероятность разрыва гильзы, а более чистая обработка деталей уменьшала чувствительность пулемёта к загрязнению. Также пулемёт получился точнее предшественника. Пожалуй, единственным недостатком была его стоимость и сложность в производстве.
Тип 99, как и его предшественника пулемёт Тип 96 часто сравнивают с чешским пулеметом ZB-26 и считают его конструкцию заимствованной, что можно утверждать лишь отчасти, поскольку единственной частью пулемёта, взятой непосредственно от ZB, можно считать только секторный прицел, конструктивно схожий с чешским. В остальном пулемёты заметно отличаются друг от друга. Тип 99, отличие от своего предшественника больше создавался под влиянием от конструкции британской модификации ZB-26, а именно пулемёта Bren.
Всего же за период с 1939 по 1945 год японская оружейная промышленность смогла выпустить около 100 000 пулемётов Тип 99, что не удовлетворяло японские войска. К тому же Тип 99 использовался вместе с устаревшими системами Тип 96 и Тип 11, и целой массой других устаревших и трофейных образцов пулемётов. Все они требовали невзаимозаменяемых боеприпасов. Так что появление патрона Тип 99 и пулемета Тип 99 только осложнило японскую «патронную» проблему.
После войны пулемёт Тип 99 оставался на вооружении Сил самообороны до 1962 года, пока его не сменил новый пулемёт Тип 62. В Китае часть трофейных пулеметов переделали под патрон 7,92×57 мм.